# دومينيك باور
دومينيك باور (بالإنجليزية: Dominic Power)‏ هو ممثل بريطاني، ولد في 1973 بكنت في المملكة المتحدة.

## أعمال

### أفلام
- (2012) المستحيل[1]
- (2018) الوارد[2]

## وصلات خارجية
- دومينيك باور على موقع IMDb (الإنجليزية)
- دومينيك باور على موقع ألو سيني (الفرنسية)
- دومينيك باور على موقع قاعدة بيانات الفيلم (الإنجليزية)